# Ganganagar (huyện)
Huyện Ganganagar là một huyện thuộc bang Rajasthan, Ấn Độ. Thủ phủ huyện Ganganagar đóng ở Ganganagar. Huyện Ganganagar có diện tích 7984 ki lô mét vuông. Đến thời điểm năm 2001, huyện Ganganagar có dân số 1788487 người.